# UFC Fight Night: Condit vs. Kampmann
UFC Fight Night: Condit vs. Kampmann, também conhecido como UFC Fight Night 18, foi um evento de artes marciais mistas promovido pelo Ultimate Fighting Championship, ocorrido em 1 de abril de 2009 no Sommet Center em Nashville, Tennessee.  O evento foi ao ar na Spike TV. 

## Bônus da Noite
Os lutadores foram beneficiados com US$30 000. 
- Luta da Noite (Fight of the Night):  Tyson Griffin vs.  Rafael dos Anjos
- Nocaute da Noite (Knockout of the Night):  Aaron Simpson
- Finalização da Noite (Submission of the Night):  Rob Kimmons